# Episodi di Cracker (seconda stagione)
La seconda stagione della serie televisiva Cracker, composta da 3 episodi suddivisi rispettivamente in 3 parti ciascuno, è stata trasmessa nel Regno Unito dal canale ITV dal 10 ottobre 1994 a 5 dicembre 1994.
| nº | Titolo originale              | Titolo italiano | Prima TV Regno Unito | Prima TV Italia |
| -- | ----------------------------- | --------------- | -------------------- | --------------- |
| 1  | To Be a Somebody (Part One)   |                 | 10 ottobre 1994      |                 |
| 2  | To Be a Somebody (Part Two)   |                 | 17 ottobre 1994      |                 |
| 3  | To Be a Somebody (Part Three) |                 | 24 ottobre 1994      |                 |
| 4  | The Big Crunch (Part One)     |                 | 31 ottobre 1994      |                 |
| 5  | The Big Crunch (Part Two)     |                 | 7 novembre 1994      |                 |
| 6  | The Big Crunch (Part Three)   |                 | 14 novembre 1994     |                 |
| 7  | Men Should Weep (Part One)    |                 | 21 novembre 1994     |                 |
| 8  | Men Should Weep (Part Two)    |                 | 28 novembre 1994     |                 |
| 9  | Men Should Weep (Part Three)  |                 | 5 dicembre 1994      |                 |